# Hettita történeti földrajz

A hettita kor a történeti földrajz módszereivel nehezen elemezhető időszak. A Hettita Birodalom uralkodóinak dokumentumai ugyan nagyon sok földrajzi nevet tartalmaznak, akár hadjáratokról írnak, akár az istenségekhez szóló könyörgésekről, vagy az ünnepségek helyszíneiről. A települések, folyók és egyéb földrajzi tájegységek a legtöbb esetben nem azonosíthatók vagy lokalizálhatók. Ezek ugyanis egyszerű felsorolások, és nem geográfiai leírások. Általában semmilyen támpont nincs arra vonatkozóan, hogy hol kellene keresni az említett térségeket. Legtöbbször nincs más támpont, csak a nagyobb tájegységek vagy kormányzóságok megnevezése. A hattuszaszi levéltár 1920-as években kezdődő feldolgozása, majd a kanisi nagyszámú dokumentum elemzése során a történeti földrajzra vonatkozó első feltevések gyakorlatilag mindegyike helytelennek bizonyult. Jellemző módon egészen 1961-ig, Hans Gustav Güterbock tanulmányáig kellett várni még arra is, hogy bebizonyosodjon a két legfontosabb város, Hattuszasz és Kanis helyzete, annak ellenére, hogy maguk a dokumentumok éppen e két, régóta ásatott településről kerültek elő.
Az ünnepek közül az országosan megtartott „állami ünnepek”, a purulijasz, a KI.LAM, az AN.TAḪ.ŠUMSAR és a nuntarrijaszhasz fesztiválok a legfontosabbak. Ezeknek helyszínei is sok információval szolgálnak. Újabban a szapinuvai feltárások is jelentős mennyiségű földrajzi névvel gyarapították a listát, de ezek a dokumentumok még nem kerültek publikálásra. Jelenleg mintegy 1600 településnév ismert, feltehetően ennek duplája lehetett a számuk, de ebből nem egészen két tucatnyinak lehet megbízhatóan azonosítani a fekvését.
A dokumentumokban legtöbbször emlegetett nagytérségek azonosítása kiemelkedő fontosságú. Egy jellemző példa: az eredetileg a pontoszi térségbe helyezett Kizzuvatna és Kilikia egyezőségének felderítése, az eredetileg Kizzuvatnától délre, a Halüsz felső folyására lokalizált Kaska és a Délkelet-Anatólia területén elképzelt Arzava pontosítása alapvető részét képezte a további földrajzi azonosításoknak. Arzava Nyugat-Anatóliába helyezése például lehetőséget adott Apasza és Millavanda települések Epheszosz és Milétosz görög városokkal való azonosítására, ami egyben rávilágított arra, hogy ezek a fontos városok a hettita kor óta folytonosan lakottak, a korai görög népesség és a nyelv érintkezésbe kerülhetett a hettitákkal. Hasonló jelentőségű volt Kizzuvatna Kilikiával azonosítása után Adanijasz és Adana, Tarszasz és Tarszosz azonosítása is.

## Települések listája
| Ábécé szerinti tartalomjegyzék                                                                           |
| --- |
| A, Á B C Cs D Dz Dzs E, É F G Gy H I, Í J K L Ly M N Ny O, Ó Ö, Ő P Q R S Sz T Ty U, Ú Ü, Ű V W X Y Z Zs |

### A
| hettita név          | klasszikus ókori név (görög/latin) | mai név                    | Régió vagy ország (hettita) |
| -------------------- | ---------------------------------- | -------------------------- | --------------------------- |
| Adanijasz            | Adana                              | Adana                      | Kizzuvatna                  |
| Alha vagy Alahha     |                                    | ?                          | ?                           |
| Aliszar/Alimus       | Antiokheia/Antiocheia              | Antakya                    | Kúe                         |
| Almina               |                                    | ?                          | Kaska                       |
| Ancilijasz           | -                                  | -                          | Kaska                       |
| Anisza               | -                                  | -                          | Phrügia                     |
| Ankuvasz             |                                    | Ankara? Alişar? Eskiyapar? | Cippalandától délre         |
| Apasza               | Epheszosz/Ephesus                  | Efes                       | Arzava                      |
| Apavijasz            | -                                  | -                          | Arzava                      |
| Aravanna             |                                    | ?                          | ?                           |
| Arcijasz             | -                                  | -                          | Kizzuvatna                  |
| Arinna               |                                    | ?                          | Hattum                      |
| Arinna (lásd Avarna) |                                    |                            |                             |
| Armatana             |                                    | ?                          | ?                           |
| Arszani              | -                                  | -                          | Mira                        |
| Asztikurka           |                                    | ?                          | Harharva-hegy mellett       |
| Atarimma             |                                    | ?                          |                             |
| Asszuva              |                                    | ?                          | Vilusza                     |
| Aura                 | -                                  | -                          | Kuvalijasz                  |
| Avarna               | Xanthosz                           | Kınık                      | Lukka                       |
| Azativatajasz        |                                    | kilikiai Karatepe          | Kizzuvatna                  |

### C
A C-hangzó a hettita írásban Z-vel írt jelek ejtésére használandó.
| hettita név              | klasszikus ókori név (görög/latin) | mai név                  | Régió vagy ország (hettita)   |
| ------------------------ | ---------------------------------- | ------------------------ | ----------------------------- |
| Caccisza                 |                                    | ?                        | ?                             |
| Callara                  | -                                  | -                        | Hattuszasztól északnyugatra   |
| Calpa vagy Calpuva       |                                    | ?                        | a Marasszanta torkolatánál(?) |
| Caruna                   | -                                  | -                        | Kizzuvatna                    |
| Cidaparha                | -                                  | -                        | Kaska                         |
| Cihhana                  | -                                  | -                        | Kaska                         |
| Cippalanda vagy Ciplanda |                                    | Çadir Hüyük, Peyniryemez | Hakpisz                       |
| Cikapalla                |                                    | ?                        | Hattum                        |
| Cihhana                  |                                    | ?                        | Hattum                        |
| Cisze                    | -                                  | -                        | Kizzuvatna                    |
| Citharijasz vagy Cithara |                                    | ?                        | Hattuszasztól északkeletre    |
| Ciulila                  | -                                  | -                        | Szamuha                       |
| Cumanti                  |                                    | ?                        | ?                             |
| Cumarri                  |                                    | ?                        | ?                             |

### D
| hettita név     | klasszikus ókori név (görög/latin) | mai név | Régió vagy ország (hettita) |
| --------------- | ---------------------------------- | ------- | --------------------------- |
| Daisztipasszasz | -                                  | -       | A Marasszanta mellett       |
| Dankuszna       | -                                  | -       | Kaska                       |
| Dankuva         | -                                  | -       | Hajasa                      |
| Darahna         | -                                  | -       | Hakpisz                     |
| Darittara       | -                                  | -       | Szapinuva                   |
| Darukka         | -                                  | -       | Kaska                       |
| Datassza        | -                                  | -       | lásd Tarhuntasszasz         |
| Dilmuna         | -                                  | -       | Hakpisz                     |
| Durmitta        |                                    | ?       | Kaska nyugati része         |

### G
Lásd a K-nál.

### H
A hettita írásban nincs egyszerű H hangzó, azt minden esetben Ḫ-val írták, amely egy erőteljesen ejtett, zöngés torokhang.
| hettita név      | klasszikus ókori név (görög/latin) | mai név   | Régió vagy ország (hettita)       |
| ---------------- | ---------------------------------- | --------- | --------------------------------- |
| Hacka            |                                    | ?         | Mitanni felé                      |
| Haitta           |                                    |           | Hattum                            |
| Hahana, Hahha    |                                    |           | Hattum                            |
| Hakmara          |                                    |           | Hattum                            |
| Hakpisz          |                                    |           | Észak-Anatólia, Hakpisz           |
| Hallava          | -                                  | -         | Hakpisz                           |
| Hanhana          |                                    | ?         | Hakpisz                           |
| Hapanuva         | -                                  | -         | Kuvalijasz                        |
| Harahszu         | -                                  | -         |                                   |
| Harciuna         |                                    | ?         | ?                                 |
| Hasszuva         | -                                  | -         | Markaszu                          |
| Hasztira         | -                                  | -         | Kaszka                            |
| Hatencuva        |                                    | ?         |                                   |
| Hattena          | -                                  | -         | Alsó-Hatti                        |
| Hattina          | -                                  | -         | Kaska, Hattuszasztól északkeletre |
| Hattuszasz       | Pteria                             | Boğazkale | Hattum                            |
| Havalijasz       | -                                  | -         | Lukka                             |
| Havarkina        | -                                  | -         | Hakpisz                           |
| Himuva           | -                                  | -         | Kaska                             |
| Hinarivanda      | -                                  | -         | Hattum                            |
| Hiszaszapa       | -                                  | -         | Alsó-Hatti                        |
| Hulahhan         | -                                  | -         | Kizzuvatna                        |
| Hulanna          | -                                  | -         | Kaska                             |
| Huminteszka      |                                    | ?         | Hatencuva                         |
| Hupiszna         |                                    | ?         | Tuvanuva                          |
| Hurma vagy Hurna |                                    | ?         | Kaska                             |
| Hurszama         | -                                  | -         | Kaska                             |
| Huvana           | -                                  | -         | Arzava                            |
| Huvarszanasszasz |                                    | ?         | ?                                 |

### I
| hettita név | klasszikus ókori név (görög/latin) | mai név | Régió vagy ország (hettita)            |
| ----------- | ---------------------------------- | ------- | -------------------------------------- |
| Ijalanda    | Ilion?                             | Ialanta | Nyugat-Anatólia                        |
| Ilaluha     | -                                  | -       | Kaska                                  |
| Impanna     | -                                  | -       | Kuvalijasz                             |
| Impajasz    | -                                  | -       | Kuvalijasz                             |
| Ippaszanama | -                                  | -       | Neszától keletre a Marasszanta partján |
| Iszpuhitta  | -                                  | -       | Alsó-Hatti, Kaska                      |
| Isztahara   |                                    | ?       | Kammamma                               |
| Isztitina   | -                                  | -       | Alsó-Hatti                             |
| Isztuhila   |                                    | ?       | ?                                      |
| Iupapaena   |                                    | ?       | Harharva-hegynél                       |
| Ivatallisza | -                                  | -       | Kaska, Hinarivanda                     |

### J
A hettita nyelv Y hangzóját J-vel írjuk át. Ez egy félhangzó, további átírási lehetőség: ị.
| hettita név | klasszikus ókori név (görög/latin) | mai név | Régió vagy ország (hettita) |
| ----------- | ---------------------------------- | ------- | --------------------------- |
| Jahresza    | -                                  | -       | Alsó-Hatti                  |
| Jalanda     | Ílion                              | -       | lásd Ijalanda               |

### K
A K hangzót néha G helyettesíti, mind a Karkemīš-Kargamîš vagy Šukziyaš-Šugziyaš változatok esetében.
| hettita név                  | klasszikus ókori név (görög/latin) | mai név                 | Régió vagy ország (hettita)       |
| ---------------------------- | ---------------------------------- | ----------------------- | --------------------------------- |
| Kalimuna                     | -                                  | -                       | Kaska                             |
| Kalaszma                     | -                                  | -                       | Mitanni felé                      |
| Kammama                      | -                                  | -                       | Hattuszasztól északra             |
| Kanis                        |                                    |                         | Lásd Nesza                        |
| Kannuvara                    | -                                  | -                       | Alsó-Hatti                        |
| Kapiruha                     | -                                  | -                       | Kaska                             |
| Kappieri                     | -                                  | -                       | ?                                 |
| Karahna                      |                                    |                         | Kaska                             |
| Kaszipaha                    | -                                  | -                       | Kaska                             |
| Kaszipura                    | -                                  | -                       | Kaska                             |
| Kasszijasz                   |                                    | ?                       | Hakpisz                           |
| Kasztamasz                   | -                                  | -                       | Kaska                             |
| Kaszula                      |                                    | ?                       | ?                                 |
| Katapa vagy Kattapa, Kaccapa |                                    | Salur Höyük(?) Çorum(?) | Hakpisz                           |
| Kathaidvasz                  | -                                  | -                       | Tipijasz                          |
| Katharijasz                  | -                                  | -                       | Kaska, Hattuszasztól északkeletre |
| Kattaha                      |                                    | ?                       | Kaska                             |
| Kattila                      |                                    | ?                       | ?                                 |
| Kirszu                       |                                    | Meydancıkkale           | Kizzuvatna                        |
| Kucasztarina                 | -                                  | -                       | Iszhupitta                        |
| Kumaha vagy Kammamma(?)      | Kommagéné/Commagene                |                         | Kizzuvatna                        |
| Kummani                      | Komana/Commana                     |                         |                                   |
| Kurtalisza                   | -                                  | -                       | Mitanni                           |
| Kurusztamasz                 | -                                  | -                       | Hakpisz                           |
| Kusszara                     | -                                  | -                       | Alsó-Hatti                        |
| Kuszurijasz                  | -                                  | -                       | Hakpisz                           |
| Kuvalapasszasz               | Telmesszosz/Anasztasziopolisz      | Telebehi                | Lukka                             |
| Kuvalapasszasz               |                                    | Kolbasa                 | Piszidia                          |

### L
| hettita név   | klasszikus ókori név (görög/latin) | mai név          | Régió vagy ország (hettita)              |
| ------------- | ---------------------------------- | ---------------- | ---------------------------------------- |
| Lalha         |                                    | ?                |                                          |
| Landa         | -                                  | -                | Hattum, Hattuszasztól keletre            |
| Lavacantijasz | arameus Lusantu                    | Sirkeli Höyük(?) | Kizzuvatna                               |
| Lihcina       |                                    | ?                | Fekete-tenger mellett                    |
| Luszna        | -                                  | -                | Anatólia délnyugati partvidékén (Lukka?) |

### M
| hettita név    | klasszikus ókori név (görög/latin) | mai név            | Régió vagy ország (hettita)     |
| -------------- | ---------------------------------- | ------------------ | ------------------------------- |
| Malitaszkur    | -                                  | -                  | ?                               |
| Manacijana     | -                                  | -                  | Isztahara                       |
| Mariszta       |                                    | ?                  | Alsó-Hatti, Marasszanta mellett |
| Markaszu       | Markaszi/Germanicia                | Kahramanmaraş      | Gurgum                          |
| Melid          | Meliténé/Melitene                  | Malatya/Arslantepe | Kammanu                         |
| Midduva        |                                    | ?                  | ?                               |
| Millavanda     | Milétosz/Miletus                   | ?                  |                                 |
| Mutamutasszasz |                                    | ?                  | ?                               |

### N
| hettita név | klasszikus ókori név (görög/latin) | mai név | Régió vagy ország (hettita)            |
| ----------- | ---------------------------------- | ------- | -------------------------------------- |
| Nahita      | -                                  | -       | Tarhuntasszasz, Hulajától északkeletre |
| Nahurijasz  | -                                  | -       | Arzava                                 |
| Natasz      | -                                  | -       | Lukka                                  |
| Nihrija     | -                                  | -       | Mitanni                                |
| Nenassza    |                                    | ?       | Tuvanuva                               |
| Nerasz      | -                                  | -       | Nerik                                  |
| Nesza       | –                                  | Kültepe | Felső-Hatti                            |
| Nerik       |                                    |         | Marasszanta alsó szakasza              |

### P
| hettita név     | klasszikus ókori név (görög/latin) | mai név    | Régió vagy ország (hettita)  |
| --------------- | ---------------------------------- | ---------- | ---------------------------- |
| Palhvissza      | -                                  | -          | Kaska                        |
| Pargalla        | -                                  | -          | Hattuszasztól északkeletre   |
| Parha           | Perga/Perge                        | -          | Lukka                        |
| Paritujasz      |                                    |            | ?                            |
| Parmanna        | ?                                  | ?          | ?                            |
| Parparra        | -                                  | -          | Kaska                        |
| Paszahe         | -                                  | -          | Kizzuvatna                   |
| Patallijasz     | -                                  | -          | Kaska, Hattuszasztól északra |
| Pedasszasz      | Pedaszosz, később Asszosz          | Bahramkale | Vilusza                      |
| Pikainaresszasz |                                    |            | Hattum, Alsó-Hatti, Kaska    |
| Pinala          | Pinara                             | -          | Lukka                        |
| Piszuru         | -                                  | -          | Iszhupitta                   |
| Pittijarikasz   |                                    |            | Szamuha                      |
| Puruszhanda     | -                                  | -          | Hattum                       |

### Sz
Az Sz-hangzót a hettita írás Š-hangzójának átírására használjuk. A hettita e tekintetben kivétel, az összes többi ókori keleti népnél az S-nek felel meg.
| hettita név                              | klasszikus ókori név (görög/latin) | mai név         | Régió vagy ország (hettita)       |
| ---------------------------------------- | ---------------------------------- | --------------- | --------------------------------- |
| Szaduppa                                 | -                                  | -               | Kaska, Hattuszasztól északkeletre |
| Szalahszuva                              |                                    | ?               | Hattum                            |
| Szallapa                                 | Pesszinosz/Pessinus                | Ballıhisar      | Arzava (Phrügia)                  |
| Szallapa                                 |                                    |                 | Kayseri mellett                   |
| Szalativara                              | -                                  | -               | ?                                 |
| Szamal                                   | -                                  | Zincirli Höyük  | Kúe                               |
| Szamuha                                  |                                    | ?               | Alsó-Hatti(?), Kaska(?), Isuva(?) |
| Szanahuitta vagy Szanahut                |                                    | Alişar Höyük(?) | Észak-Anatólia                    |
| Szanavitta                               | -                                  | -               | Hattum                            |
| Szapinuva                                |                                    | Ortaköy         | Hattum                            |
| Szappa                                   | -                                  | -               | Hattuszasztól északnyugatra       |
| Szapparanda                              | Sfard/Szardeisz/Sardes(?)          | Sart(?)         | Arzava, Kuvalijasz (Phrügia)      |
| Szapuva                                  |                                    | ?               |                                   |
| Szaranduva                               | -                                  | -               | Hulaja-folyó mellett, Lukka       |
| Szaravasz                                | -                                  | -               | Kuvalijasz                        |
| Szupuhu                                  |                                    | -               | Hatenzuva                         |
| Szarisszasz                              |                                    | Kuşaklı         |                                   |
| Szarkattaszena                           |                                    |                 | Hattum                            |
| Szerisz vagy Szerisza                    |                                    |                 | Hattuszasztól északra             |
| Szijantasz                               | -                                  | -               | Pitasszasz                        |
| Szinuva                                  | Szinópe                            | Sinop           | Fekete-tenger partja              |
| Szipidduvasz vagy Szipiddu, Szappidu(va) | -                                  | -               | Kaska, Hattuszasztól északra      |
| Szugzijasz vagy Szukzijasz               |                                    | Adıyaman(?)     | ?                                 |
| Szuluki                                  | -                                  | -               | ?                                 |
| Szurasz                                  | -                                  | -               | Nihrijához közel, Isuva           |
| Szuruta                                  |                                    | ?               | ?                                 |
| Szuvatara                                | -                                  | -               | Neszától délkeletre               |

### T
| hettita név                    | klasszikus ókori név (görög/latin) | mai név     | Régió vagy ország (hettita)                       |
| ------------------------------ | ---------------------------------- | ----------- | ------------------------------------------------- |
| Tak(k)aszta                    |                                    | ?           | Kaska                                             |
| Takkupsza                      |                                    | ?           | Hatenzuva                                         |
| Takkupta                       |                                    | ?           | Hatenzuva                                         |
| Talava                         | Tlosz                              | Fethiye     | Lukka                                             |
| Talava                         | Tlosz                              | -           | Lukka                                             |
| Talmalijasz                    |                                    |             | Haharva-hegynél, Hattuszasztól dél-délkeletre     |
| Tanicila                       |                                    |             | Haharva-hegynél                                   |
| Tapapanuvasz vagy Tapapinuvasz |                                    | ?           | Kaska                                             |
| Tapaszava                      |                                    | -           | Kaska, Hattuszasztól északra                      |
| Tapikka                        | -                                  | Maşat Höyük | Hakpisz                                           |
| Tappaszanda                    | -                                  | -           | ?                                                 |
| Taptika                        | -                                  | -           | Hakpisz                                           |
| Tarahna                        | -                                  | -           | Alsó-Hatti                                        |
| Tarhuntasszasz vagy Datassza   |                                    |             | Tarhuntasszasz                                    |
| Tarszasz                       | Tarszosz/Tarsus                    |             | Kizzuvatna                                        |
| Taruisza                       | Trója                              | -           | Kelet-Anatólia                                    |
| Tarukka                        | -                                  | -           | Kaska, Hattuszasztól északra                      |
| Tahurpa                        |                                    | ?           | Hattum                                            |
| Taszmaha                       |                                    | ?           | Hattum                                            |
| Taszhapuna                     |                                    | ?           | Hattum                                            |
| Tataszuna                      |                                    | ?           | ?                                                 |
| Tavinijasz                     | /Tavium                            | ?           | Büyük Nefezköy                                    |
| Tawinijasz                     | /Tonea                             |             | Hattuszasztól délre                               |
| Tegaramma                      |                                    | ?           | ?                                                 |
| Temelkijasz                    |                                    | ?           | ?                                                 |
| Tepurcijasz                    | -                                  | -           | Mitanni                                           |
| Teszita                        | -                                  | -           | Kaska                                             |
| Tikukuvasz                     | -                                  | -           | Kaska                                             |
| Tiliura                        |                                    | ?           | Kanistól északra                                  |
| Timna                          |                                    | ?           | ?                                                 |
| Tipijasz                       | -                                  | -           | Tipijasz                                          |
| Tippuva                        |                                    | ?           | Hattum                                            |
| Tivancana                      | -                                  | -           | Arzava                                            |
| Tuhpiliszasz                   | -                                  | -           | Kaska                                             |
| Tuhuppijasz                    | -                                  | -           | Kaska                                             |
| Tummana                        |                                    | ?           | ?                                                 |
| Tupacijasz                     | -                                  | -           | Hattuszasztól délre                               |
| Turmitta                       | -                                  | Ayvalıpınar | Felső-Hatti, Hattuszasztól 100 km-re északkeletre |
| Tuvana vagy Tuvanuva           | Tüana/Tyana                        | Niğde       | Tuvanuva                                          |

### U
| hettita név            | klasszikus ókori név (görög/latin) | mai név   | Régió vagy ország (hettita) |
| ---------------------- | ---------------------------------- | --------- | --------------------------- |
| Uda                    | -                                  | -         | Arzava                      |
| Ulma vagy Ulumma       | -                                  | -         | ?                           |
| Uluhszina vagy Ulucina | -                                  | -         | Kizzuvatna                  |
| Ura                    | -                                  | -         | Tarhuntasszasz              |
| Urusszu                | Urszu/Urfa                         | Şanlıurfa | Mitanni                     |
| Usszuna                |                                    | ?         | ?                           |

### V
A hettita nyelvben nincs V-hangzó. Ezt a betűt a W átírására használjuk, amely a v és az u közti félhangzó. További átírási lehetőség: ụ.
| hettita név                   | klasszikus ókori név (görög/latin) | mai név              | Régió vagy ország (hettita)                          |
| ----------------------------- | ---------------------------------- | -------------------- | ---------------------------------------------------- |
| Vallarimma                    |                                    | ?                    | ?                                                    |
| Valivandasz                   | -                                  | -                    | Lukka                                                |
| Valma                         | -                                  | Eğridir-tó környéke  | Asztarpa(klasszikus Hermosz, ma Gediz)-folyó mellett |
| Varszuva                      |                                    |                      | Lásd Urusszu                                         |
| Vassukanni                    | Szikan                             | Tell el-Fakhariya(?) | Mitanni                                              |
| Vaszanijasz                   | -                                  | -                    | Kaska                                                |
| Vaszajasz                     | -                                  | -                    | Kaska, Hattuszasztól északra                         |
| Vasszandasz                   | Phellosz                           | -                    | Lukka                                                |
| Vasszandasz                   | Ouaszada                           | -                    | Piszidia                                             |
| Vijanavanda                   | Oinoanda                           | -                    | Arzava, Lukka                                        |
| Vilusza                       |                                    |                      | ?                                                    |
| Vinuvanda (lásd: Vijanavanda) |                                    |                      |                                                      |
| Visztavanda                   | -                                  | -                    | Kaska, Hattuszasztól keletre                         |

### Z
Lásd C.

## Folyók és egyéb vizek
A folyóvizek bizonytalanságait jelzik a táblázatban többször előforduló nevek. Ezeket különböző kutatók különbözőképpen azonosították.
| hettita név                    | mai név        | régió                       | klasszikus ókori név          |
| ------------------------------ | -------------- | --------------------------- | ----------------------------- |
| Arantu                         | Ásszi          | Szíria                      | Orontész/Draco/Typhon/Axius   |
| Asztarpa                       | Gediz          | Kuvalijasz                  | Hermosz vagy Phrügiosz        |
| Culijasz                       | Sakarya        | Vilusza                     | Szangariosz/Sangarius/Sangara |
| Culijasz                       | Yeşilırmak     | Kaska                       | Irisz/Sivas                   |
| Culijasz                       | Çekerek        | Hatti és Kaska              | Szkülax/Scylax                |
| Dahara                         | Devrez         | (?)Paphlagonia              |                               |
| Hulana                         | ?              | Kumaha                      | (?)                           |
| Hulaja                         | Çarşamba Suyu  | Tarhuntasszasz              | (?)                           |
| Kasztarajasz                   | Aksu Çay       | Tarhuntasszasz/Lukka határa | Kesztrosz                     |
| Kumeszmahasz                   | Devrez         | (?)Paphlagonia              | (?)                           |
| Kumeszmahasz                   | Çekerek        | Hatti és Kaska              | Szkülax/Scylax                |
| Mala                           | Firat/al-Firát | Szíria                      | Eufrátesz/Euphrates           |
| Marasszanta vagy Marasszantija | Kızılırmak     | Észak-Anatólia              | Halüsz/Halys                  |
| Puratti                        | Firat/al-Firát | Szíria                      | Eufrátesz/Euphrates           |
| Puratti                        | Ceyhan         | Kizzuvatna                  | Püramosz/Pyramus/Leucosyrus   |
| Puruna                         | ?              | Kizzuvatna                  |                               |
| Szangara                       |                |                             | Sakarya                       |
| Szeha                          | Bakırçay       | Dél-Vilusza                 | Kaikósz/Caecus/Astraeus       |
| Terpi                          | ?              | ?                           |                               |
| Uratta                         | Firat/al-Firát | Szíria                      | Eufrátesz/Euphrates           |

A nyugat-anatóliai (későbbi ióniai) települések elhelyezkedéséről még kevesebb adat áll rendelkezésre, mint a Hattum területére esőkről. A néhány azonosított város és folyóvölgy azonban lehetőséget ad annak felismerésére, hogy gyakorlatilag minden folyóvölgy lakott volt és államok, államkezdemények, városkirályságok alakultak ki a folyók mentén. A délnyugati térségben először Arzava ismert, amelynek felbomlása során sorban keletkeztek délről észak felé haladva az önálló uradalmak. Így Lukka (Lükia), a Nagy-Maiandrosz torkolatvidékén Millavanda (Milétosz), a Kaüsztrosz (Kis-Maiandrosz) mellett Apasza (Epheszosz), az Asztarpa (Hermosz) vidéke Kuvalijasz királysága, a Szeha folyó (Kaikosz) völgyét egyszerűen Szeha Országnak nevezték. A Szkamandrosz vidéke pedig Ijalanda országa. A folyótorkolatok kikötői már abban az időben is elsőrendű fontossággal bírtak a távolsági kereskedelem lebonyolításában, és kapcsolatot képztek az Égeikum népei és Hatti között.

## Hegyek és egyéb földrajzi nevek
| hettita név    | mai név        | Régió                   |
| -------------- | -------------- | ----------------------- |
| Aszhparpaja    | ?              | Pala és Kaska           |
| Haharva        | Ada Dağ        | a Devrez mentén         |
| Harhara        | Erciyes Dağ    |                         |
| Hazzi          | Keldağ         | Az Orontésznél          |
| Piszkurunuvasz | ?              | Kerkenes Dağ(?)         |
| Szakkadunvasz  | ?              | Kaska a Culijasz mentén |
| Szarpunvasz    | ?              | Kaska a Culijasz mentén |
| Sziszpinuvasz  | ?              | Kaska a Culijasz mentén |
| Uparpassza     | Binboğa Dağ(?) | Kizzuvatna              |

## A történeti földrajz jellemzői és hatásai

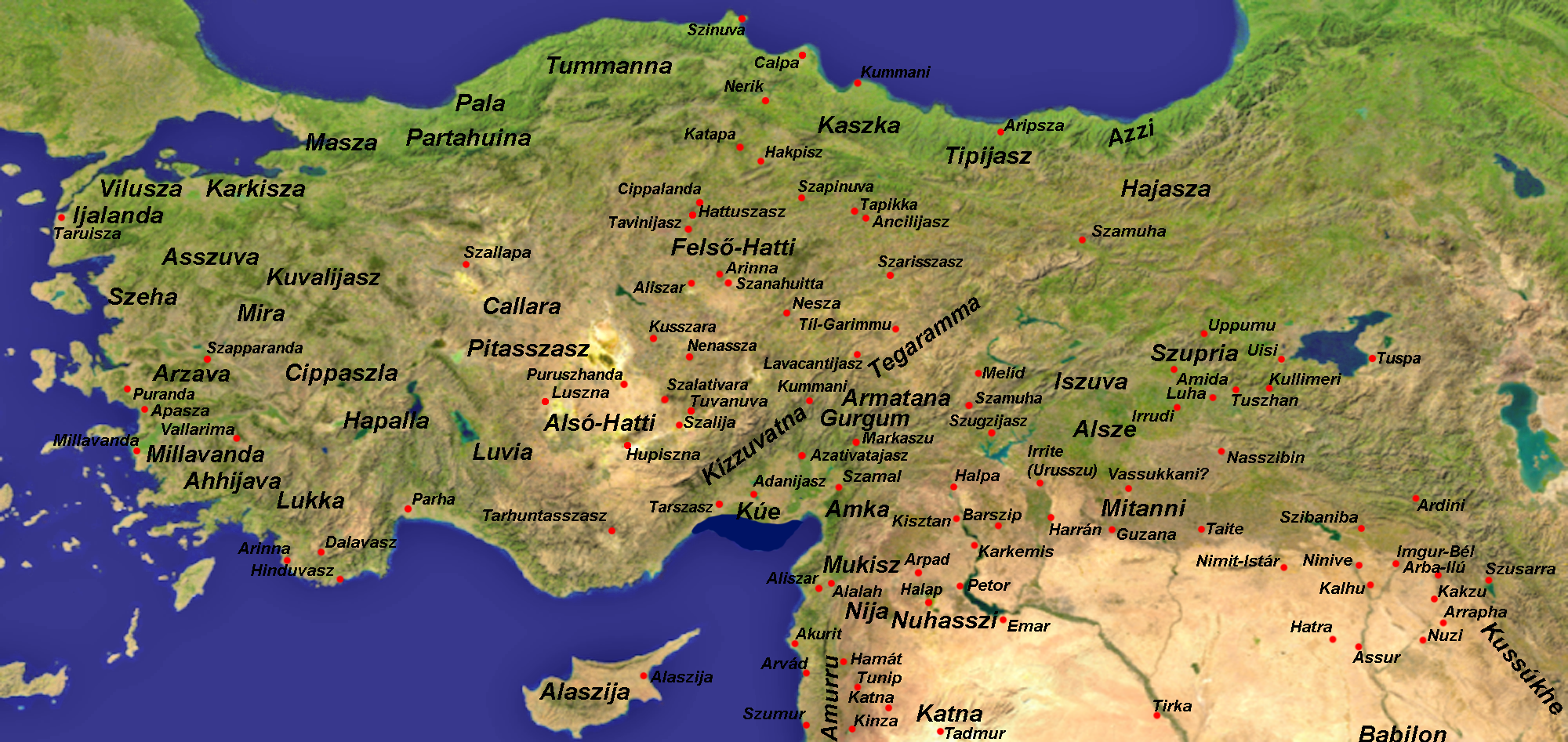
Anatólia a hettita időkben

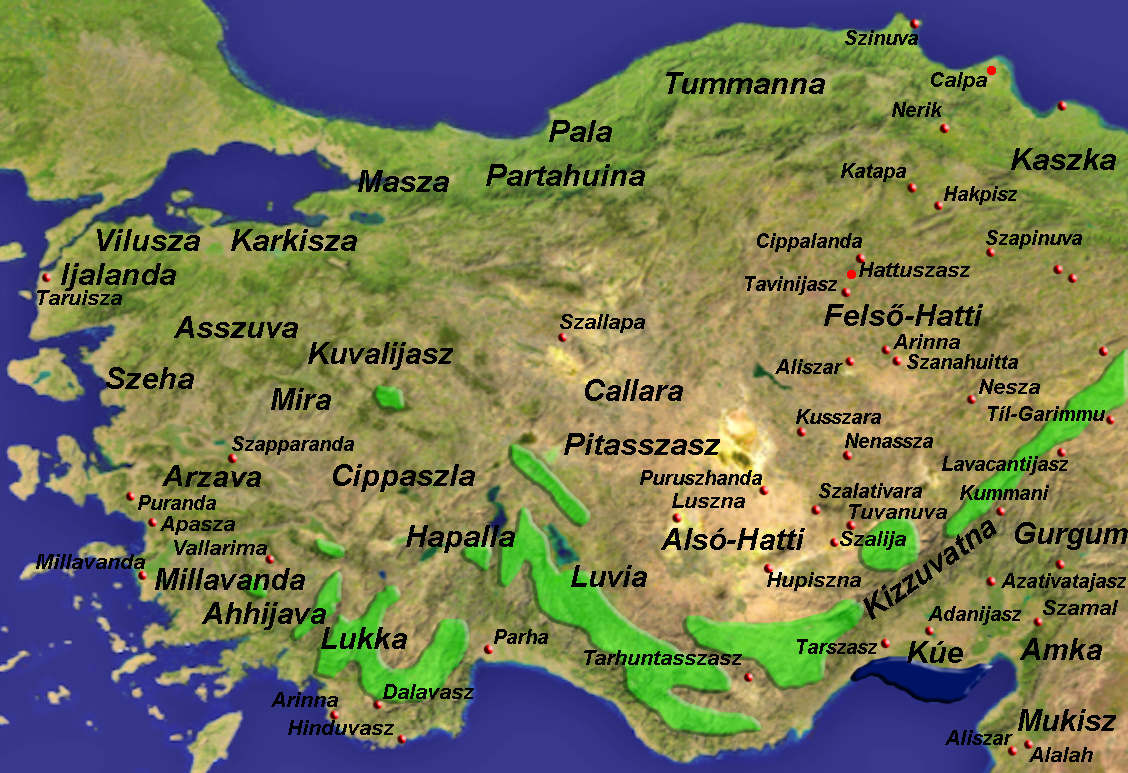
Dél-Anatólia nyári legelői a középkori török félnomád állattenyésztők legelőterületei alapján

A hettita-kor anatóliai éghajlati viszonyai körülbelül azonosak voltak a maival, bár egyes vélemények szerint talán csapadékosabb lehetett. (Ma átlagosan 400 mm/év, de évenként jelentős különbségek lehetnek.) Jellegében mégis másképp nézett ki a táj, a legtöbb – ma kopár – hegyvidéket erdők és mezők borították. A zöldterület összehúzódása nagyrészt az emberi tevékenység következménye, mivel a magas hegységek talajtartó képessége gyenge, az erdők kivágásával az erózió gyorsan elhordja a vékony talajréteget. A hettiták történelmének kezdetén az erdők már visszaszorulóban voltak, viszont legeltetésre kiválóan alkalmas mezők alakultak ki. Ennek megfelelően a legkorábbi hettita népesség nagyobb része állattenyésztéssel foglalkozott, amelynek formája itt az évszakos legelőváltás volt, a téli nagy hidegek ellen téli szálláshellyel. Az istállózó állattartás csak később, az i. e. 2. évezred második felében kezdett terjedni. A legeltetésre legalkalmasabb területek az 1500 méteres tengerszint feletti magasságon voltak, és az ilyen területeken Anatólia déli részén – leszámítva a korai államisággal rendelkező Kizzuvatna térségét – a 2. évezred folyamán a luvik és a lukkák, északon a kaszkák folytattak kiterjedt állattenyésztést. Az Ulmi-Teszub szerződés (CTH#106.B, KBo 4.10) egyértelműen utal az évszakos legelőváltó állattartásra, és a vándorló pásztorok által okozott konfliktusokra. Mára az évezredes túllegeltetés miatt a termőréteg gyakorlatilag megszűnt.
A hőmérséklet nyáron magas, kevés az eső, télen viszont igen hideg, sok csapadékkal. A hettiták alapvető szállásterülete, a Hattum gyakorlatilag egyöntetű magasföld, fennsíkokkal és eróziós formákkal tagolt mészkőplató. Átlagban 600–1200 méter körüli tengerszint feletti magassággal, de nem ritka a 2–3000 méteres magasság sem. A földművelés sosem volt jelentős nagyságrendű, a Hettita Birodalom gyakorlatilag teljes fennállása alatt növényi eredetű élelmiszerekből importra szorult, amely a tengeri népek korában a tengerhajózás lehetetlensége és a kikötők elvesztése miatt katasztrofális éhínségeket okozott. A földművelés csak a nagyobb medencék és a folyóvölgyek mellett volt lehetséges, bár a kőzetágyba mélyen bevágódó (kanyonjellegű) vízfolyásoknál az öntözés is akadályokba ütközött. A belvizek általában sósak.
Az őskörnyezet rekonstrukciója alapján éppen abban a térségben, amelyet korábban nomadizáló lukkák és luvik területeinek gondoltak, Délnyugat-Törökország Beyşehirtől az Égei-tengerig terjedő régiójában az i. e. 2. évezred második felében kivágták az erdőket. Ezek helyén gabona-, gyümölcs- és kertkultúrák alakultak ki. Ennek már saját neve is van, a Beyşehir megtelepedési fázis.
A korai anatóliai állattenyésztő népesség állammá szerveződését az akkád kortól jelen lévő mezopotámiai kereskedők tették lehetővé. Az akkád, majd asszír kereskedelem az állati termékekre (szőrme, bőr, gyapjú), valamint az anatóliai hegyek ásványkincseire, mindenekelőtt az ezüstre és ónra szakosodott. Ez a kereskedelem az őslakosság számára nem járt közvetlen anyagi haszonnal, de az asszír kolonizáció az államszervezet alapjait rakta le.
Anatólia sajátos földrajzi körülményei adnak magyarázatot arra a tényre is, hogy a hettiták gyakorlatilag sosem tudták a teljes félszigetet uralni. Az elzárt, nehezen megközelíthető területek, az édesvízmentes felföldek, valamint a belső területek gyér település-sűrűsége nem kedvezett a nagy hadseregek mozgásának. Anatólia minden kis zugában önálló államocskák jöttek létre, amelyek talán elismerték Hattuszasz nagykirályát uruknak, amikor az éppen arra járt, de ahogy kitette a lábát onnan, a hűségnek is vége volt. Hatti sosem rendelkezett hadi- és szállítóhajókkal, amelyek a tengerparti városok meghódításához szükségesek lettek volna, a szárazföldi út pedig hosszadalmas, fáradságos és veszedelmes volt. Ez az oka, hogy Nyugat-Anatóliában Arzava, majd Szeha, Millavanda, Ahhijava, Kuvalijasz többnyire független tudott maradni.